# Dryade couronnée
Thalurania colombica
Espèce
Statut de conservation UICN

 LC  : Préoccupation mineure
Répartition géographique
Statut CITES
La Dryade couronnée (Thalurania colombica) est une espèce de colibris (famille des Trochilidae).

## Description
Cette espèce présente un net dimorphisme sexuel. Le mâle mesure environ 10 cm de longueur, a un plumage essentiellement vert et bleu violet avec une queue très fourchue noir bleuté. La femelle mesure environ 9 cm de longueur et présente un plumage surtout vert avec la gorge et la poitrine gris pâle et la queue à peine fourchue sans traces de bleu violet mais avec les extrémités des rectrices externes blanches.

## Répartition et sous-espèces
Selon la classification de référence (version 14.1, 2024) du Congrès ornithologique international, cette espèce est répartie en huit sous-espèces (ordre phylogénique) :
- Thalurania colombica townsendi Ridgway, 1888 — Guatemala, Belize et Honduras ;
- Thalurania colombica venusta (Gould, 1851) — du Nicaragua au Panama ;
- Thalurania colombica colombica (Bourcier, 1843) — nord de la Colombie et nord-ouest du Venezuela ;
- Thalurania colombica rostrifera Phelps & Phelps Jr, 1956 — nord-ouest du Venezuela ;
- Thalurania colombica fannyi (Delattre & Bourcier, 1846) – considéré comme une espèce à part entière dans les années 1990-2010, la Dryade de Fanny — de l'est du Panama à l'ouest de la Colombie ;
- Thalurania colombica subtropicalis Griscom, 1932 — vallée du Cauca ;
- Thalurania colombica verticeps (Gould, 1851) — sud-ouest de la Colombie et nord-ouest de l'Équateur ;
- Thalurania colombica hypochlora Gould, 1871 — ouest de l'Équateur et nord-ouest du Pérou.

## Habitat
Ses habitats sont les forêts tropicales et subtropicales humides de basses et hautes altitudes mais aussi les anciennes forêts lourdement dégradées, les plantations agricoles et les jardins ruraux.

## Nidification
En période de reproduction, le mâle se nourrit dans la cime des arbres tandis que la femelle utilise les étages inférieurs, évitant ainsi une compétition alimentaire au sein du couple.

## Systématique
À partir de 1992, la sous-espèce Thalurania colombica fannyi est considérée comme une espèce à part entière, la Dryade de Fanny (Thalurania fannyi), principalement sur des différences de coloration de plumage sur le dessus de la tête et une aire de répartition distincte. Mais une étude de 2012 remet en cause les résultats de l'étude précédente, en montrant d'une part que l'aire de répartition de fannyi est plus large que supposée au préalable, et pas du tout distincte ; ensuite, qu'en Colombie, fannyi et combica s'hybrident, générant des individus aux traits intermédiaires ; enfin, que les femelles et les vocalisations ne sont pas discernables. Il est donc probable que fannyi ne soit qu'une variation clinale. Elle perd son statut d'espèce dans la version 3.4 (2013) de la classification de référence du Congrès ornithologique international et est réintégrée dans l'espèce Thalurania colombica.

## Galerie

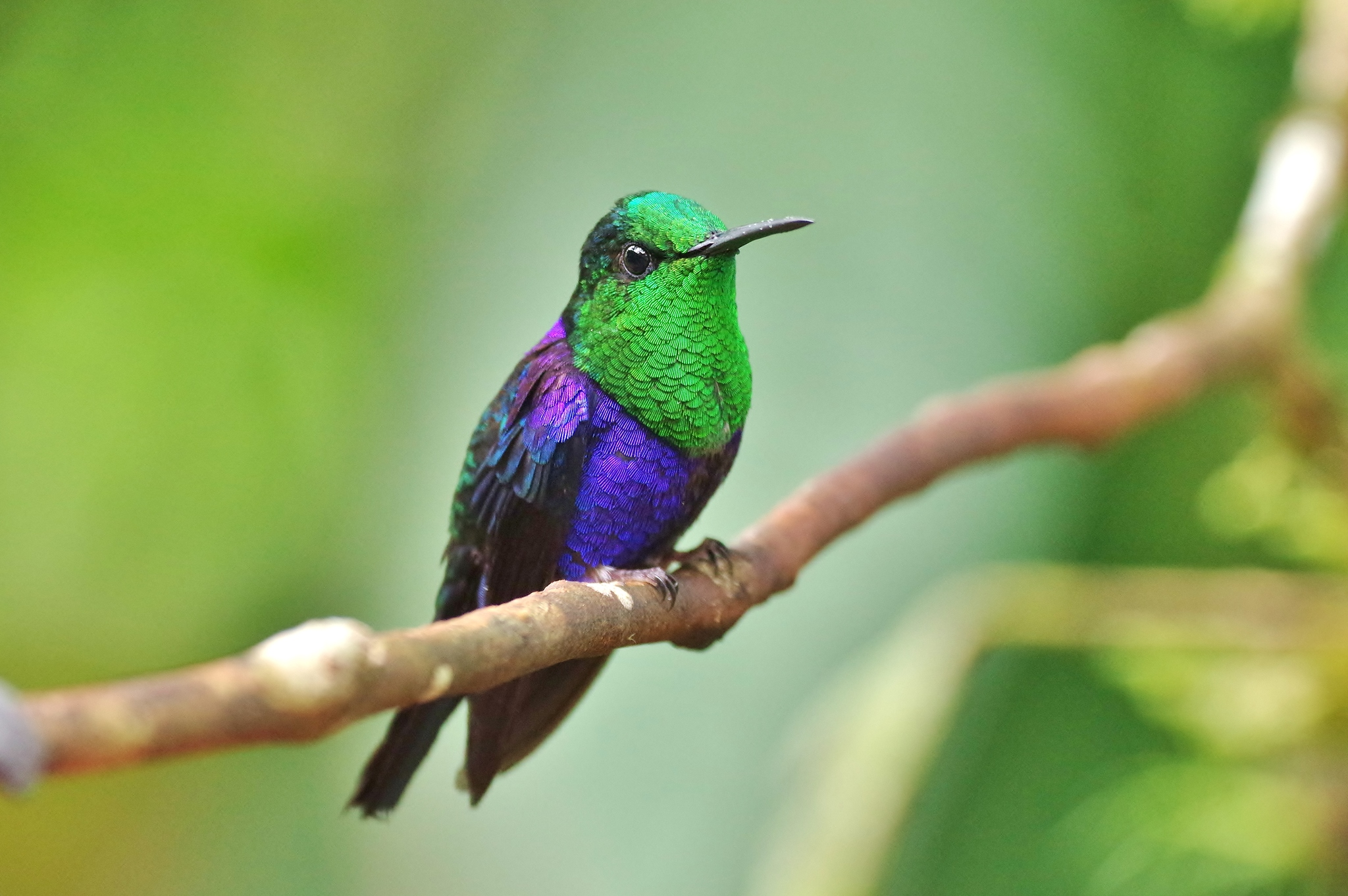
♂
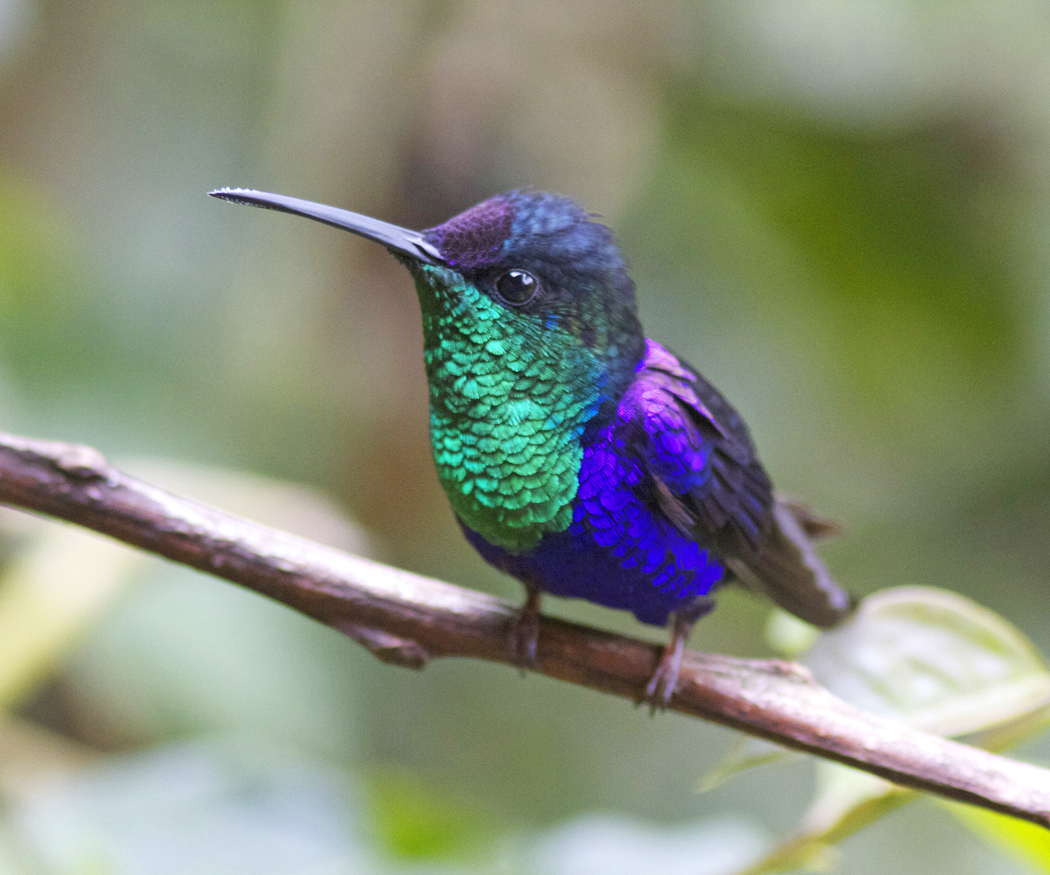
♂
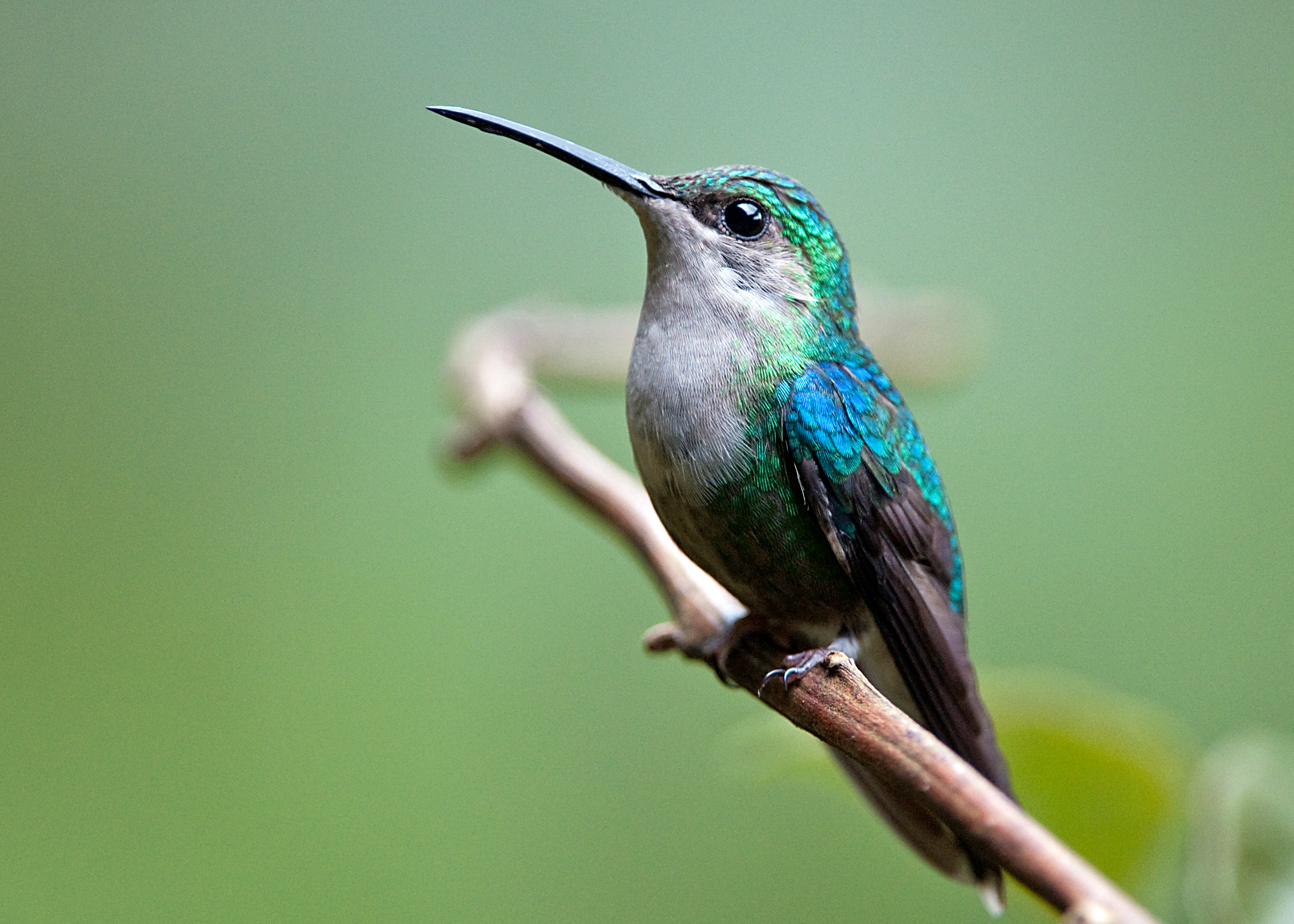
♀
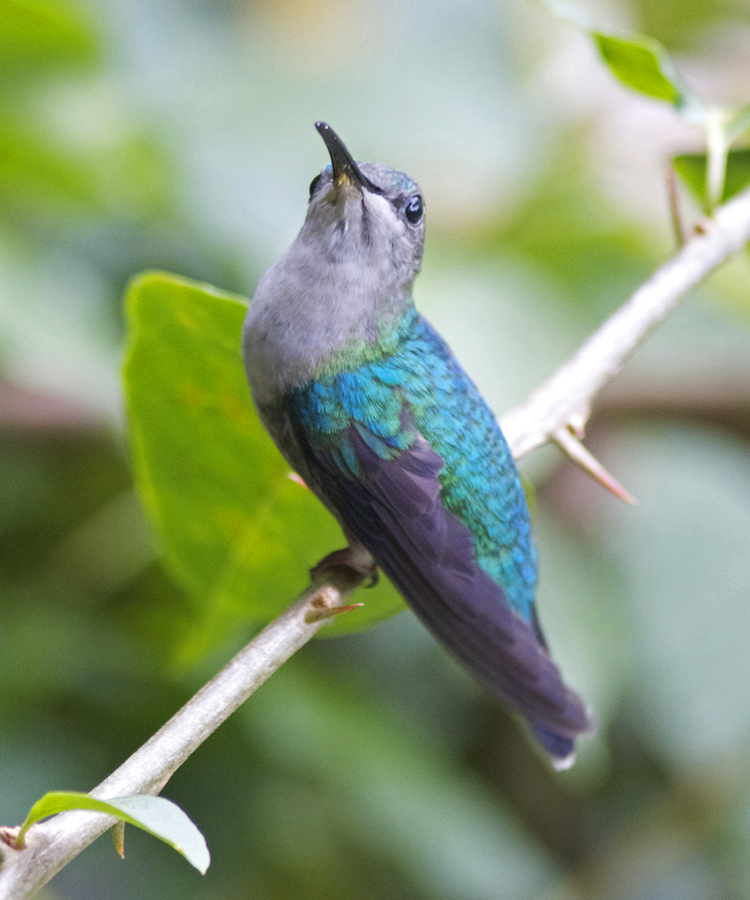
♀
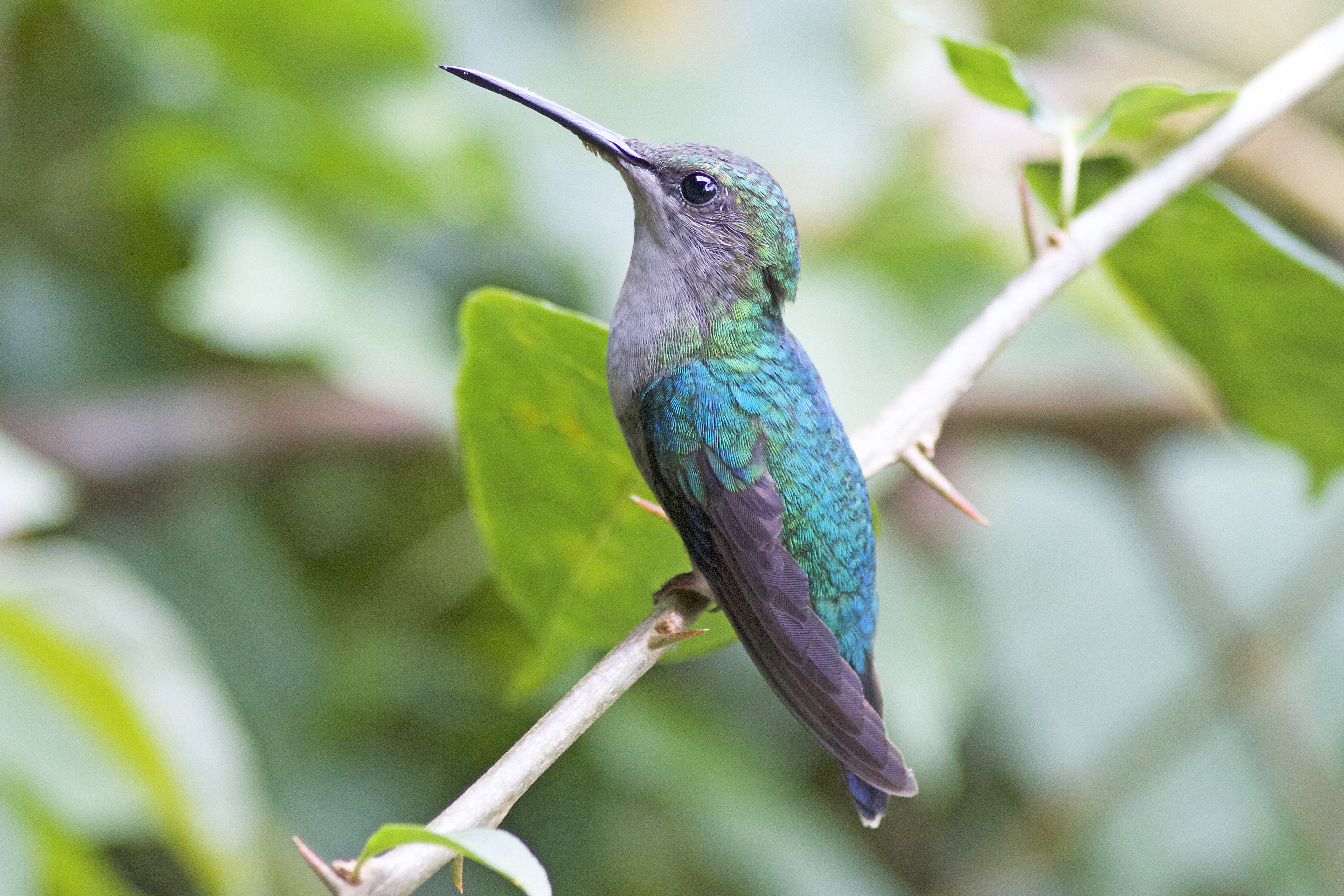
♀